# Tura, Madžarska
Tura je mesto na Madžarskem, ki upravno spada pod podregijo Aszódi Županije Pešta.